# Samir Banerjee
Samir Banerjee (* 2. Oktober 2003 in Basking Ridge, New Jersey) ist ein US-amerikanischer Tennisspieler.

## Persönliches
Banerjees Eltern stammen aus Indien und zogen in den 1980er-Jahren nach Basking Ridge in New Jersey.

## Karriere
Banerjee spielte bis 2021 auf der ITF Junior Tour. In der Jugend-Rangliste erreichte Rang 2. Sein bestes Ergebnis bei Grand-Slam-Turnieren war der Sieg 2021 in Wimbledon. Im Turnierverlauf musste er nur einen gesetzten Gegner schlagen. Auch im Doppel zog er ins Halbfinale ein. Zuvor war Banerjee nur bei wenigen Turnieren angetreten. Bei seinem letzten Turnier, den US Open erreichte er das Viertelfinale.
Nach seiner Zeit als Junior wollte Banerjee zunächst einige Turniere spielen, um zu entscheiden, ob er das Ziel, Tennisprofi zu werden, verfolgen sollte. Eine Verletzung hinderte ihn Anfang 2022 an Turnierteilnahmen. Deshalb entschied er sich Mitte 2022 für ein Studium an der Stanford University, wo er auch College Tennis spielt.
Zeitgleich zum Studium nahm er weiterhin an Turnieren teil. Ende 2022 konnte er bei einem Turnier der drittklassigen ITF Future Tour sein erstes Halbfinale erreichen, wodurch er erstmals in die Top 1000 der Tennisweltrangliste einzog.